# Trogon mexicanus
Trogon mexicanus là một loài chim trong họ Trogonidae.